# Orlovka (Kursk)
Orlovka - Орловка (rus) - és un poble de l'óblast de Kursk, a Rússia, que en el cens del 2010 tenia 121 habitants. Pertany al districte rural de Gorxétxnoie.